# 徐雪鈞
徐雪鈞（Carolina CHOI Sut Kuan，1990年1月28日—），澳門女子跳水運動員。其孿生姐姐徐雪茵同為跳水運動員，並稱為「跳水孖女」。徐雪鈞畢業於台灣中山醫學大學，主修職能治療。

## 簡歷
徐雪鈞自參與跳水運動以來，雙人跳水組合主要與姐姐徐雪茵組合，最好成績是世界排名第11位。
2009年，徐雪鈞到台灣升學，而姐姐則留在澳門讀書，姐妹因此不能長期一起訓練，也無法繼續配對。在台灣的學校並沒有場地練習跳水，她往往要在比賽前才回到澳門訓練。
2010年，她代表澳門參加廣州亞運會，出戰女子1米跳板、10米跳台、雙人10米跳台三個項目；未能奪得獎牌。